# Liste der Spieler der Denver Nuggets

Denver Nuggets

Die Liste der Spieler der Denver Nuggets umfasst alle aktuellen und ehemaligen Spieler des Basketballvereins Denver Nuggets seit seiner Gründung 1967. Angegeben ist jeweils der Zeitraum, in denen der Spieler bei den Nuggets aktiv war oder ist. Es sind jedoch nur die Spieler aufgeführt, die auch mindestens ein Ligaspiel für das Franchise bestritten haben.

## A
- Arron Afflalo  (2009–2012)
- Mahmoud Abdul-Rauf (1990–1996)[1]
- Tariq Abdul-Wahad (1999–2002)
- Michael Adams (1987–1991)
- Mark Alarie (1986–1987)
- Cory Alexander (1997–2000)
- Jerome Allen (1996–1997)

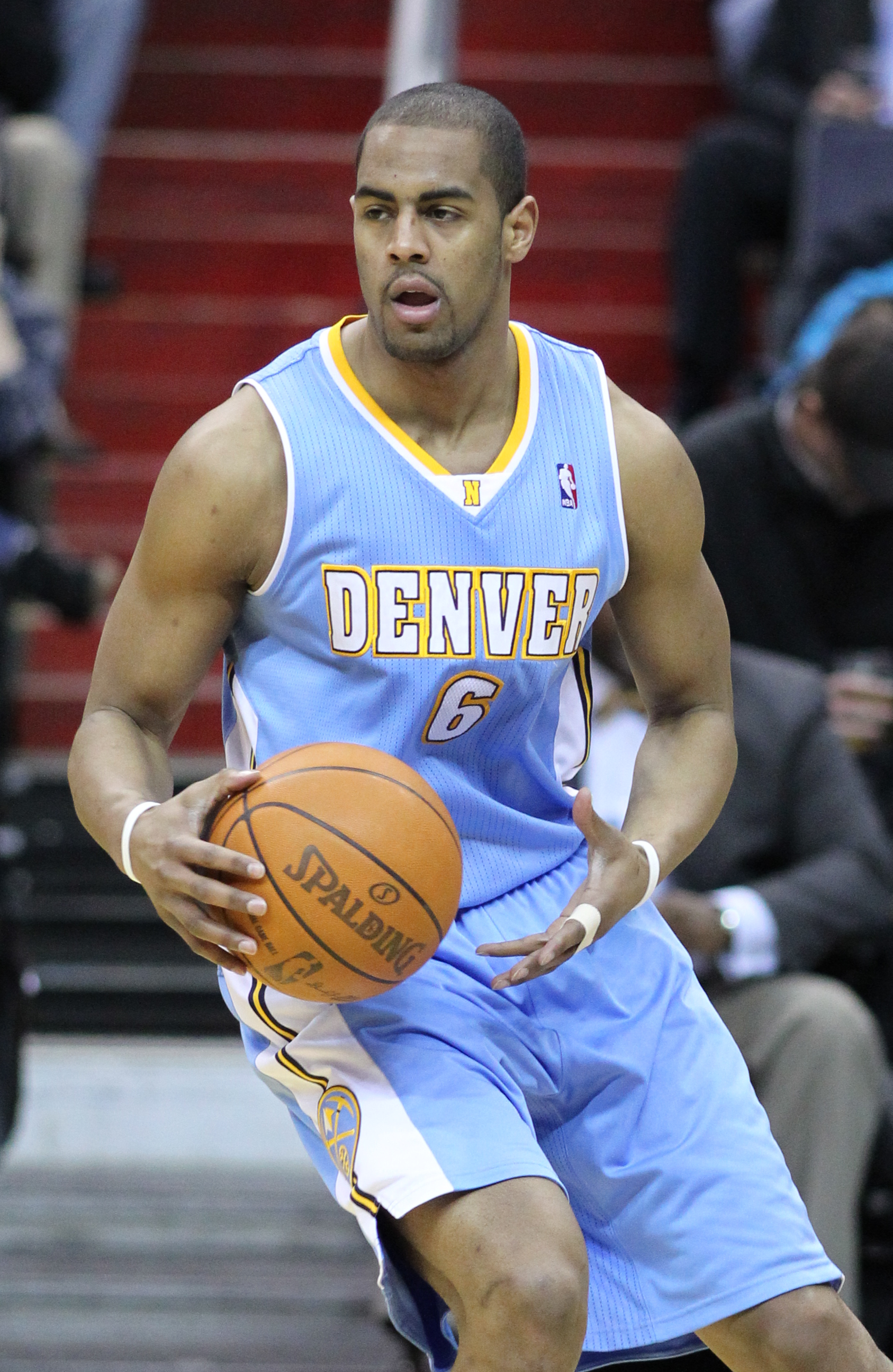
Arron Afflalo (2009–2012)

- Chris Andersen (2001–2004; 2008–2012)
- Cadillac Anderson (1990–1992)
- Cliff Anderson (1969–1970)
- Dwight Anderson (1982–1983)
- Richard Anderson (1983–1984)
- Carmelo Anthony (2003–2010)
- Carlos Arroyo (2001–2002)
- Vincent Askew (1996–1997)
- Chucky Atkins (2007–2009)

## B
- Renaldo Balkman (2008–2010)
- John Barnhill (1970–1971)
- Jon Barry (2003–2004)
- Mengke Bateer (2001–2002)
- Tony Battie (1997–1998)
- Kenny Battle (1990–1991)
- Byron Beck (1967–1977)
- Art Becker (1970–1972)
- Elmer Bennett (1996–1997)

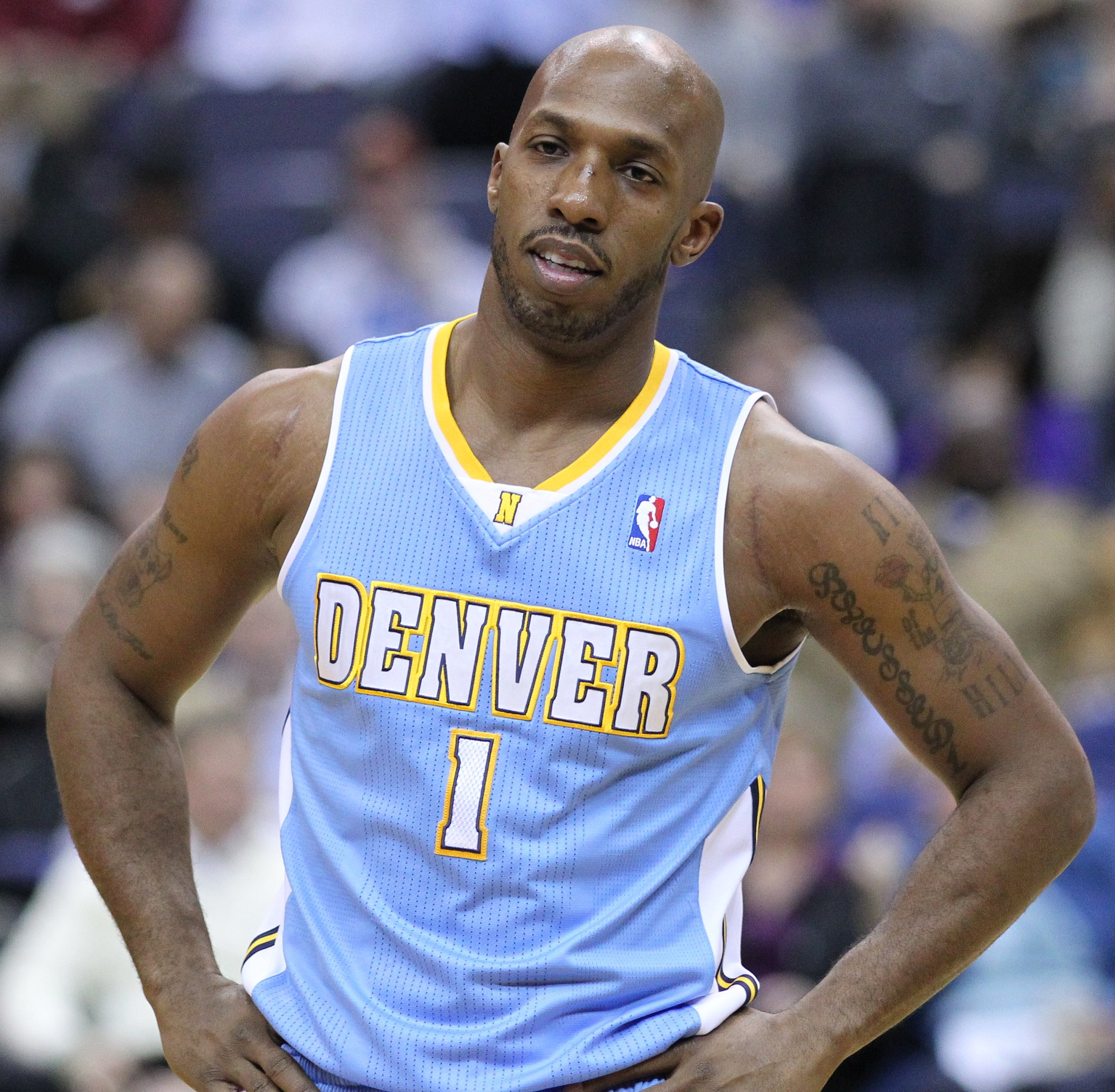
Chauncey Billups (1998–2000; 2008–2010)

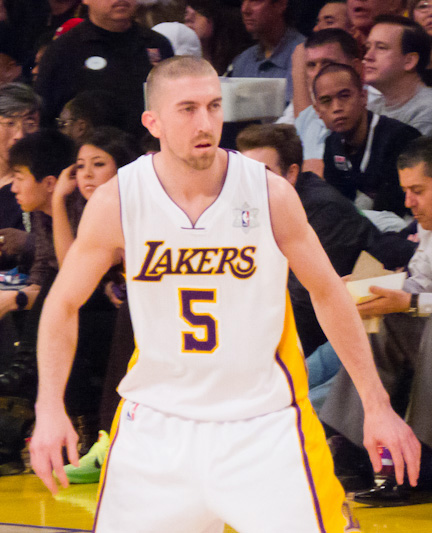
Steve Blake (2006–2007)

- Chauncey Billups (1998–2000; 2008–2010)
- Steve Blake (2006–2007)
- Mark Blount (2002–2003)
- Melvin Booker (1996–1997)
- Tom Boswell (1978–1980)
- Ryan Bowen (1999–2004)
- Tom Bowens (1967–1968)
- Earl Boykins (2003–2007)
- Kevin Brooks (1991–1994)
- Mike Brooks (1987–1988)
- Devin Brown (2002–2003)
- Larry Brown (1970–1972)
- Roger Brown (1975–1976)
- Mark Bryant (2002–2003)
- Greg Buckner (2004–2006)
- Larry Bunce (1968–1969)
- David Burns (1981–1982)
- Dave Bustion (1972–1973)

## C

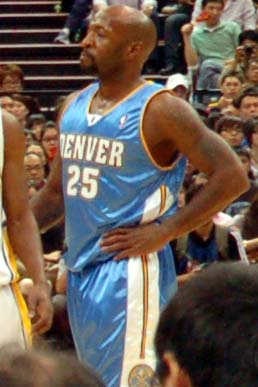
Anthony Carter (2006–2010)

- Mack Calvin (1974–1975; 1976–1978)
- Marcus Camby (2002–2008)
- Larry Cannon (1970–1971)
- Frank Card (1971–1973)
- Joe Barry Carroll (1989–1990)
- Anthony Carter (2006–2010)
- Howard Carter (1983–1984)
- Wilson Chandler (seit 2011)
- Wayne Chapman (1970–1971)
- Calbert Cheaney (2000–2002)
- Keon Clark (1998–2001)
- Jeff Congdon (1967–1970)
- Anthony Cook (1990–1993)
- Darwin Cook (1988–1989)
- Norman Cook (1977–1978)
- Wayne Cooper (1984–1989)
- Geoff Crompton (1978–1979)
- John Crotty (2002–2003)
- Rastko Cvetkovic (1995–1996)

## D
- Terry Davis (2000–2001)
- Walter Davis (1988–1992)
- Bison Dele (1993–1995)[2]
- Kenny Dennard (1983–1984)
- Yakhouba Diawara (2006–2008)
- Michael Doleac (2003–2004)
- Jacky Dorsey (1977–1978)
- T.R. Dunn (1980–1988; 1989–1991)

## E

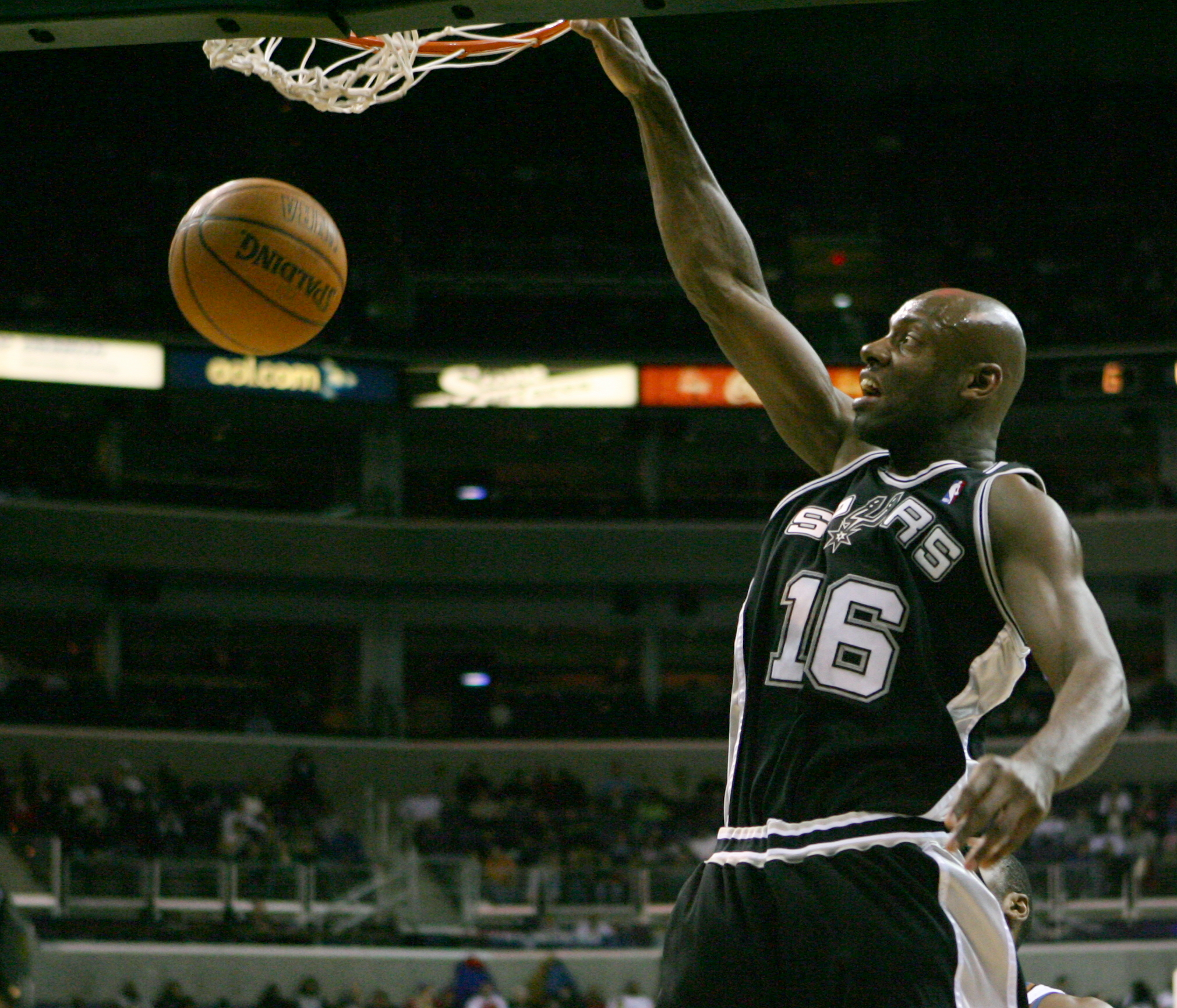
Francisco Elson (2003–2006)

- Keith Edmonson (1983–1984)
- Howard Eisley (2005–2006)
- Dale Ellis (1994–1997)
- Harold Ellis (1997–1998)
- LaPhonso Ellis (1992–1998)
- Maurice Ellis Bo (1977–1980)
- Francisco Elson (2003–2006)
- Wayne Englestad (1988–1989)
- Alex English (1979–1990)
- Mike Evans (1982–1988)
- Reggie Evans (2005–2007)

## F

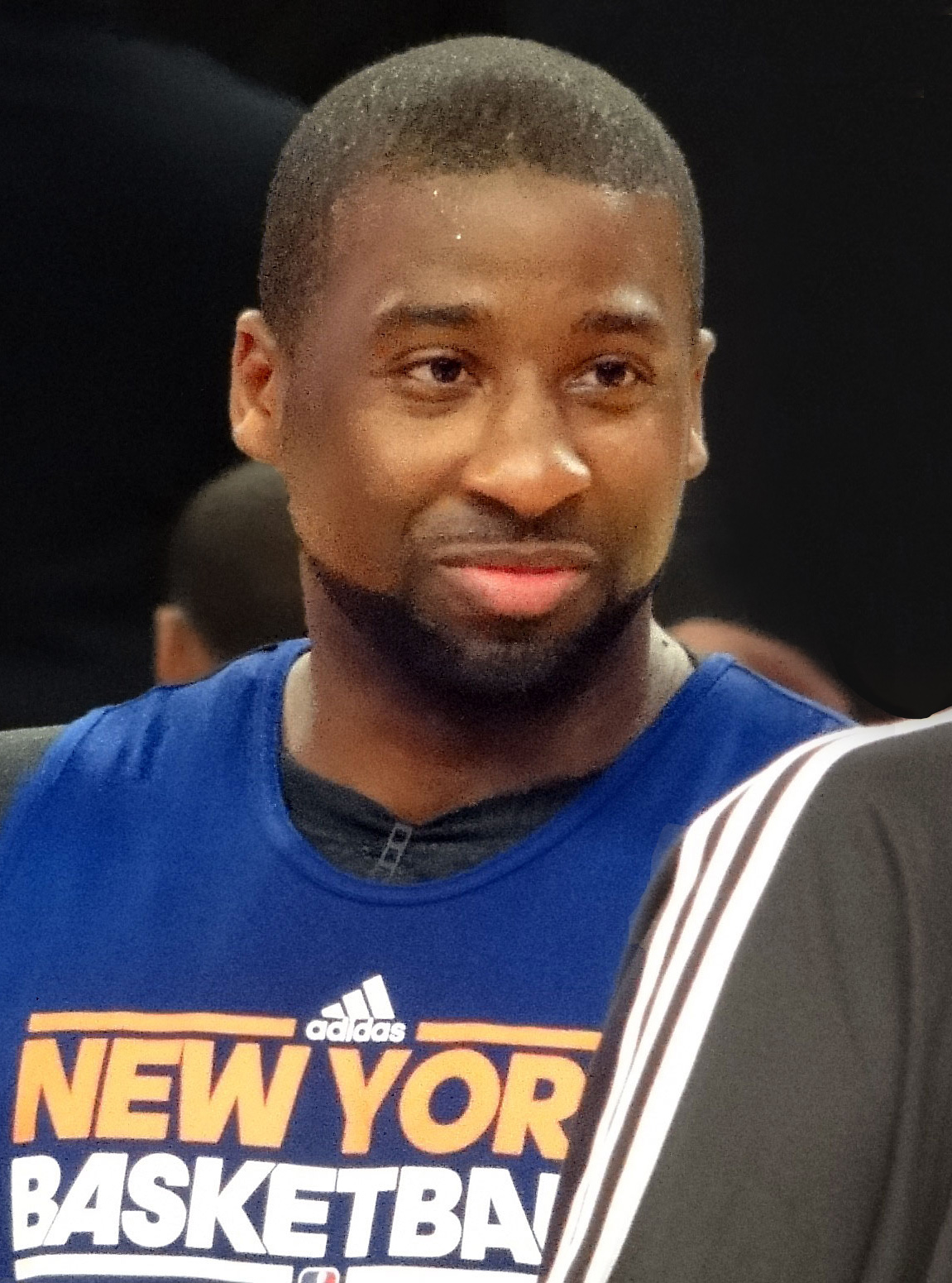
Raymond Felton (2010–2011)

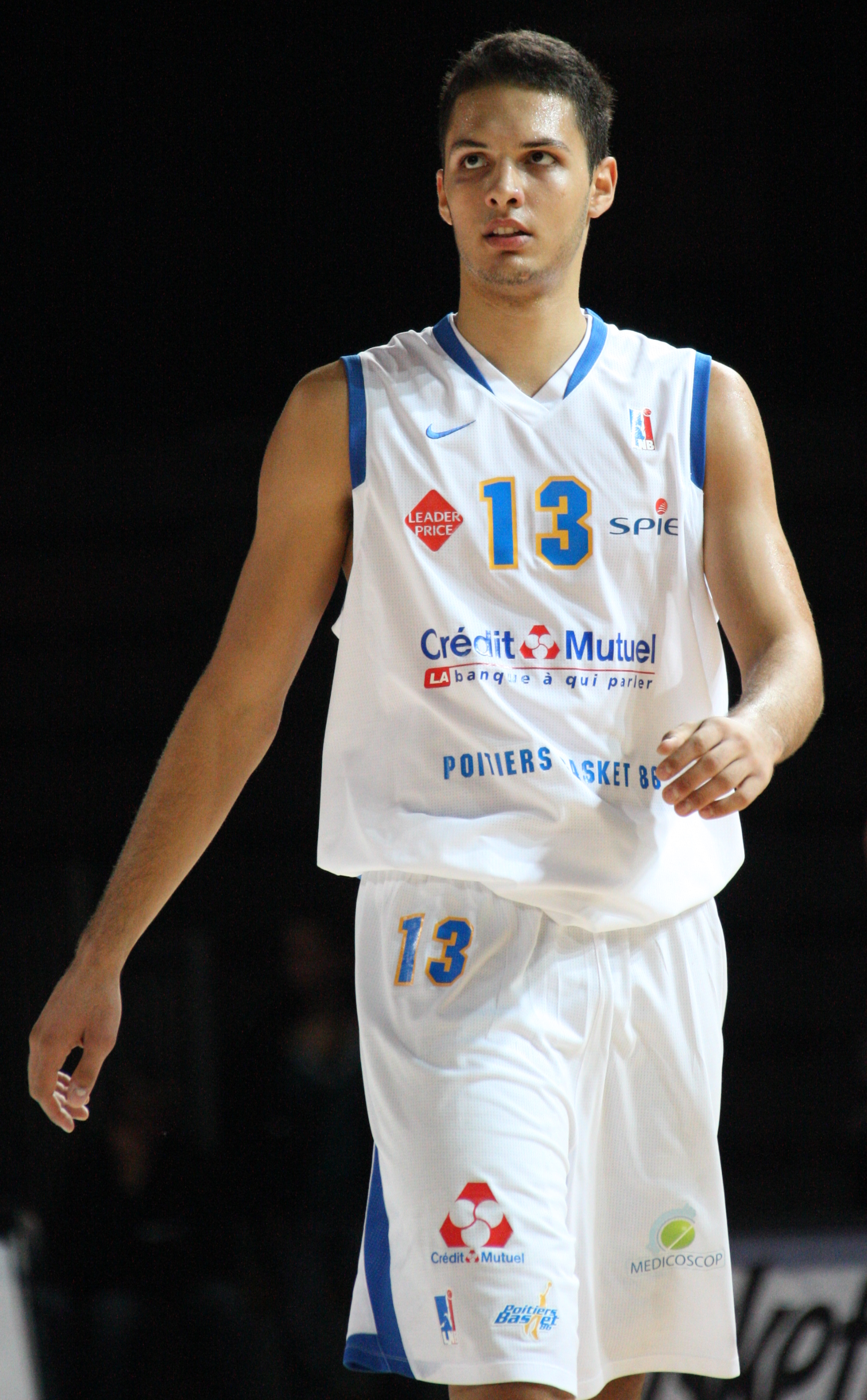
Evan Fournier (2012–2014)

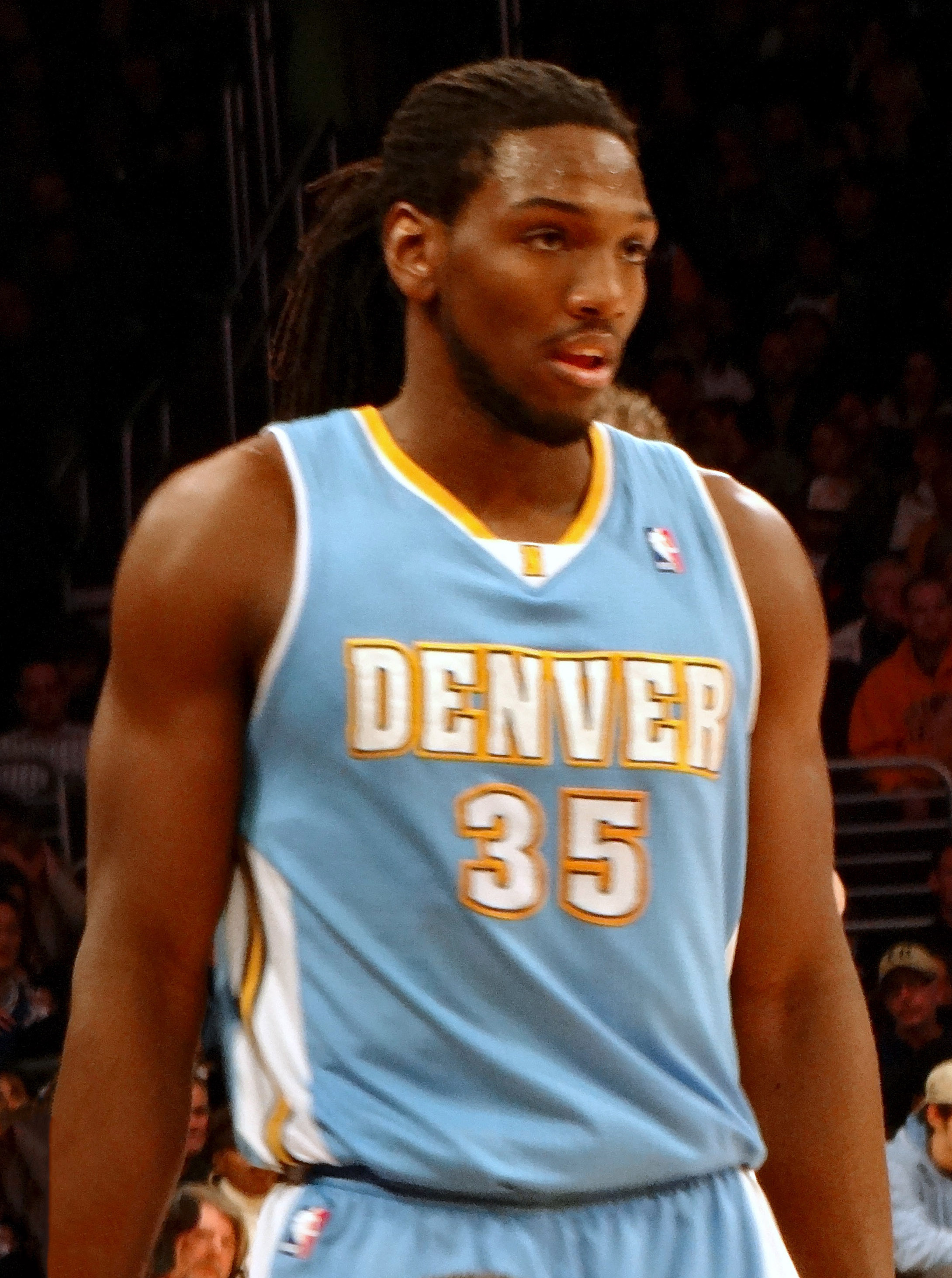
Kenneth Faried (2011–2018)

- John Fairchild (1968–1969)
- Kenneth Faried (seit 2011)
- Jim Farmer (1990–1991; 1993–1994)
- Raymond Felton (2010–2011)
- Matt Fish (1995–1996)
- Luis Alberto Flores (2004–2005)
- Danny Fortson (1997–1999)
- Jimmy Foster (1975–1976)
- Evan Fournier (seit 2012)

## G
- Corey Gaines (1990–1991)
- Danilo Gallinari (seit 2011)
- Chuck Gardner (1967–1968)
- Gary Garland (1979–1980)
- Winston Garland (1991–1992)
- Dean Garrett (1997–1998)
- Kiwane Garris (1997–1998)
- Chris Gatling (1999–2000)
- Gus Gerard (1975–1977)

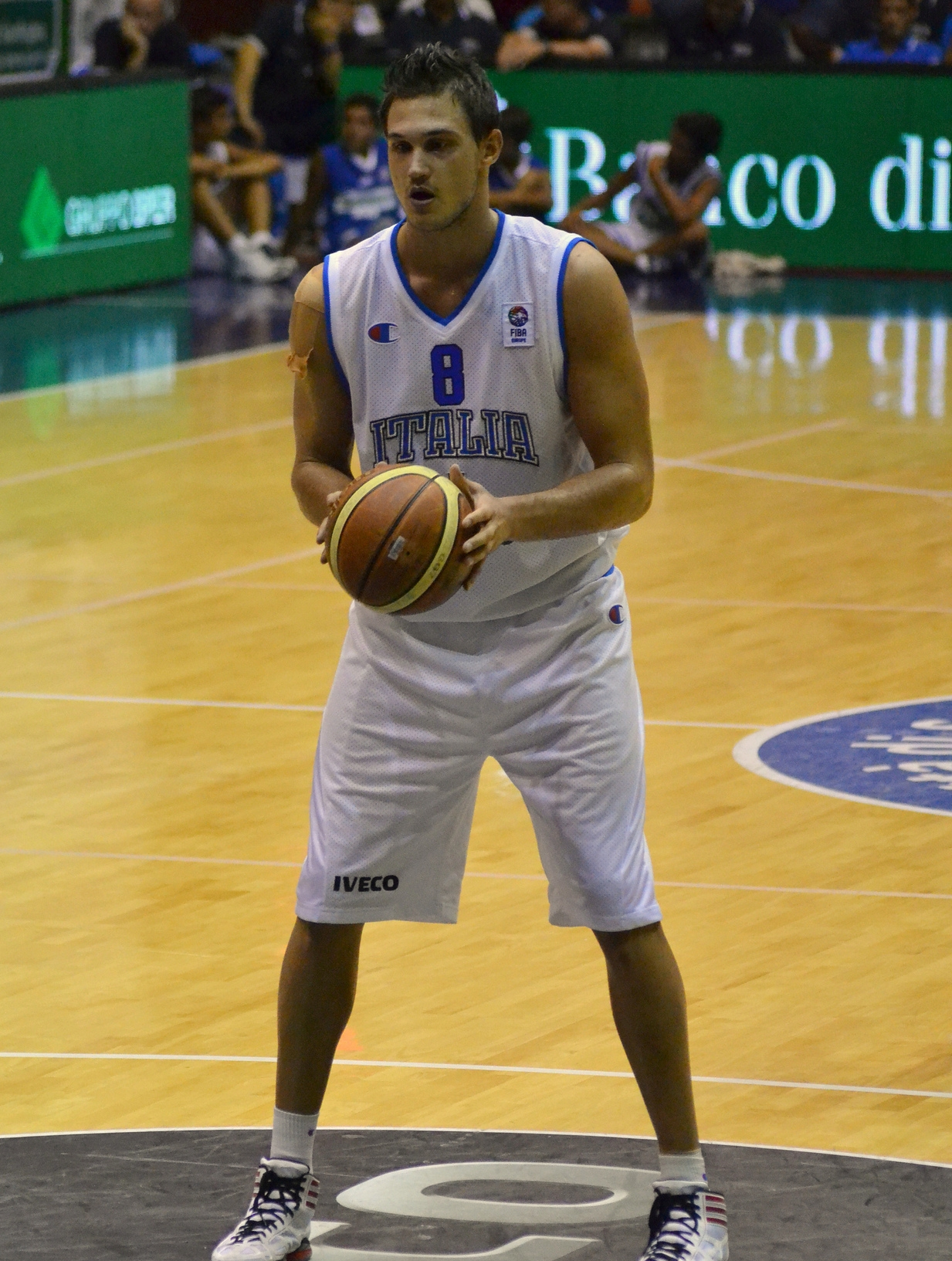
Danilo Gallinari (2011–2017)

- Anthony Goldwire (1996–1998; 2000–2001)
- Glen Gondrezick (1979–1983)
- Greg Grant (1994–1996)
- Mike Green (1973–1975)
- David Greenwood (1988–1989)

## H
- Darvin Ham (1996–1997)
- Zendon Hamilton (2001–2002)
- Julian Hammond (1967–1972)
- Tom Hammonds (1992–1997)
- Bill Hanzlik (1982–1991)
- Tim Hardaway (2001–2002)
- Al Harrington (2010–2012)
- Adam Harrington (2002–2003)

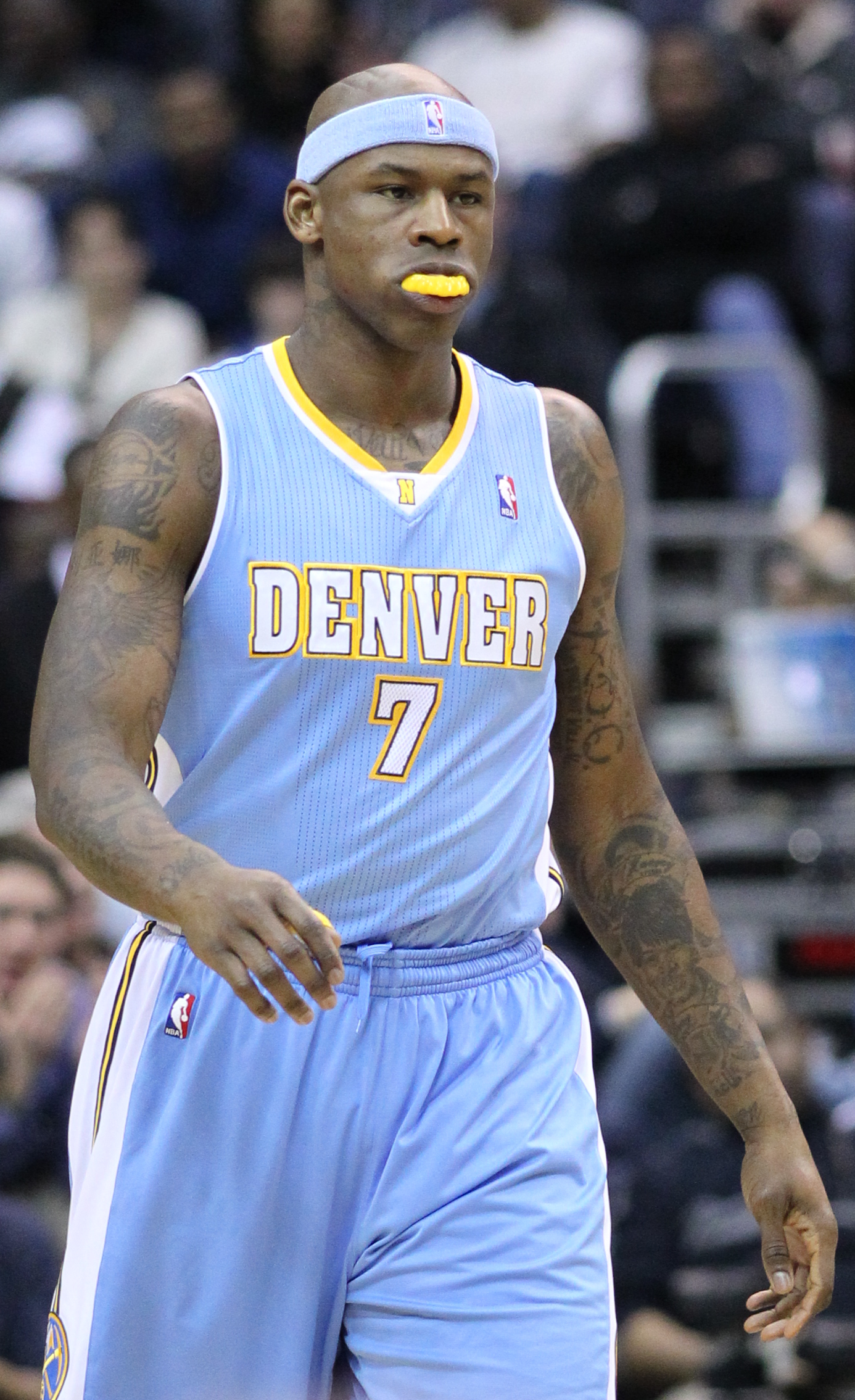
Al Harrington (2010–2012)

- Lorinza Harrington Junior (2002–2003)
- Donnell Harvey (2001–2003)
- Scott Hastings (1991–1993)
- Spencer Haywood (1969–1970)
- Chris Herren (1999–2000)
- Carl Herrera (1998–1999)
- Dan Hester (1970–1971)
- Phil Hicks (1978–1979)
- Mike Higgins (1989–1990)
- Kenny Higgs (1980–1982)
- Wayne Hightower (1967–1969)
- Darnell Hillman (1977–1978)
- Julius Hodge (2005–2007)
- Tom Hoover (1967–1968)
- Cedric Hordges (1980–1982)
- Ron Horn (1967–1968)
- Juwan Howard (2001–2003)
- Eddie Hughes (1988–1990)
- Kim Hughes (1978–1981)
- Steven Hunter (2007–2010)

## I
- George Irvine (1975–1976)
- Dan Issel (1975–1985)
- Allen Iverson (2006–2008)

## J
- Warren Jabali (1972–1974)[3]
- Bobby Jackson (1997–1998)
- Mark Jackson (1996–1997)

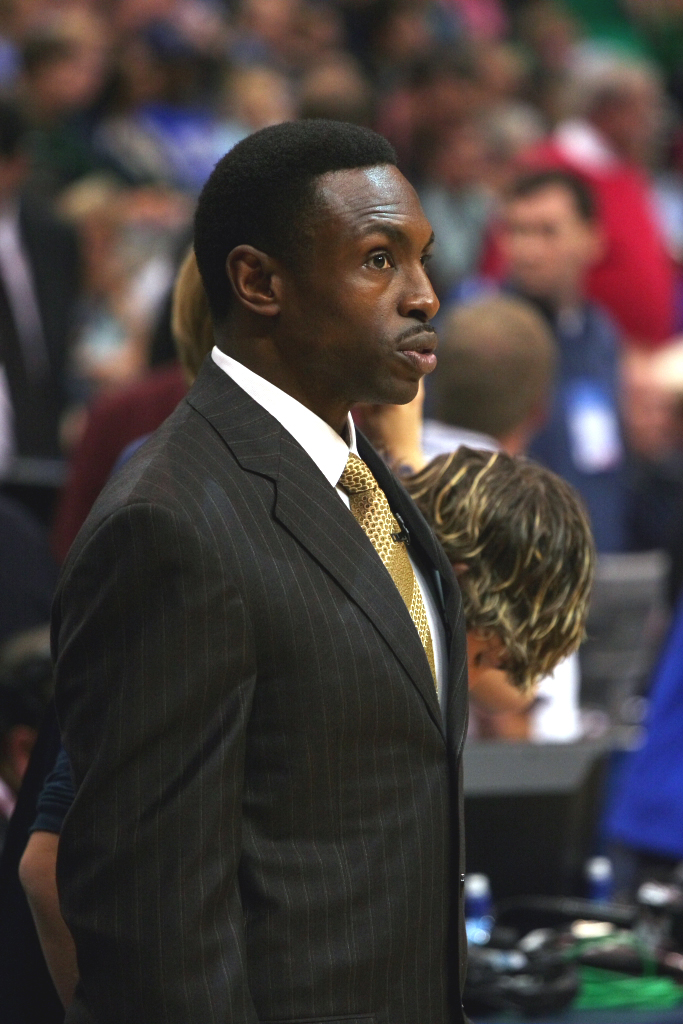
Avery Johnson (1990–1991; 2001–2002)

- Avery Johnson (1990–1991; 2001–2002)
- DerMarr Johnson (2004–2007)
- Ervin Johnson (1996–1997)
- George Johnson (1979–1980)
- Bobby Jones (1974–1978)
- Dahntay Jones (2008–2009)
- Larry Jones (1967–1970)
- Ronald „Popeye“ Jone (1999–2000)
- Steve Jones Snapper (1973–1974)
- Adonis Jordan (1993–1994)
- Garth Joseph (2000–2001)

## K

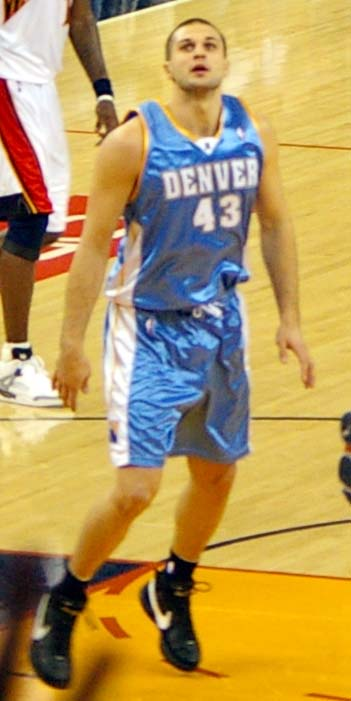
Linas Kleiza (2005–2009)

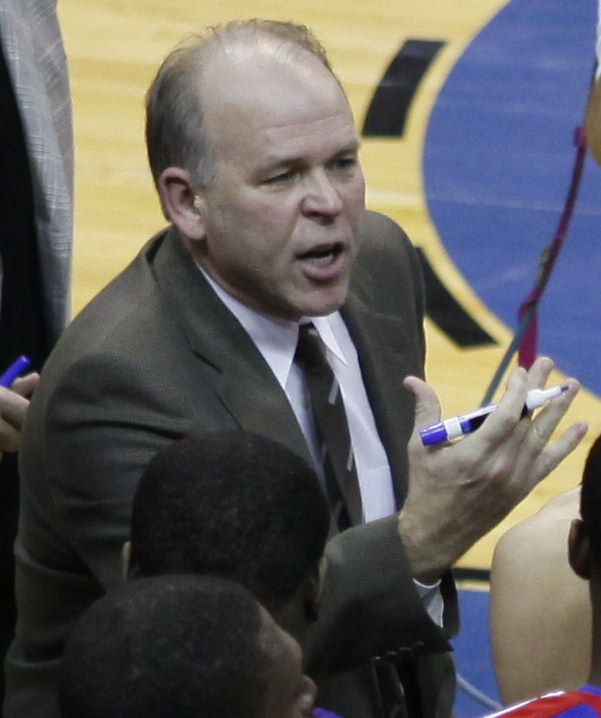
John Kuester (1978–1979)

- Rich Kelley (1982–1983)
- Tim Kempton (1989–1990)
- Julius Keye (1969–1974)
- Jimmy King (1996–1997)
- Linas Kleiza (2005–2009)
- Joe Kopicki (1984–1985)
- Arvid Kramer (1979–1980)
- John Kuester (1978–1979)

## L
- Raef LaFrentz (1998–2002)
- Tom LaGarde (1977–1978)
- Jerome Lane (1988–1992)
- Priest Lauderdale (1997–1998)
- Tim Legler (1990–1991)
- Voshon Lenard (2000–2002; 2003–2006)
- Lafayette Lever Fat (1984–1990)
- Cliff Levingston (1994–1995)
- Marcus Liberty (1990–1994)
- Todd Lichti (1989–1993)
- Willie Long (1972–1974)
- R.B. Lynam (1967–1968)
- Lonnie Lynn (1969–1970)

## M
- Don MacLean (1995–1996)
- Mark Macon (1991–1994)
- Roy Marble (1993–1994)
- Šarūnas Marčiulionis (1996–1997)
- Kenyon Martin (seit 2004)
- Maurice Martin Mo (1986–1989)
- Anthony Mason (1990–1991)
- Kelly McCarty (1998–1999)
- Ted McClain (1976–1977)
- Dan McClintock (2000–2001)
- George McCloud (1999–2002)

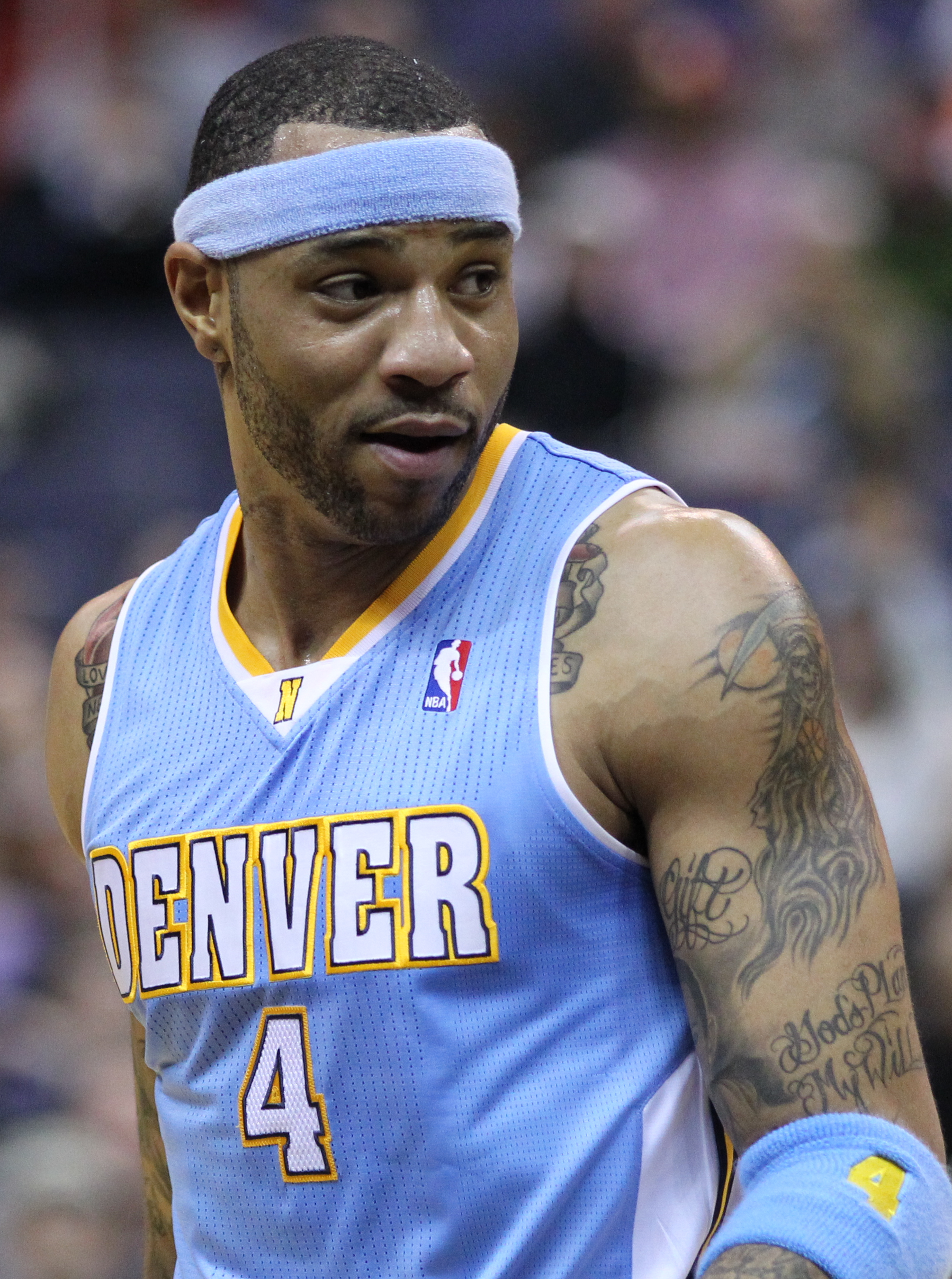
Kenyon Martin (2004–2011)

- Antonio McDyess (1995–1997; 1998–2002)
- Pat McFarland (1973–1975)
- Bill McGill (1968–1969)
- George McGinnis (1978–1980)
- Jeff McInnis (1996–1997)
- Billy McKinney (1980–1983)
- Darnell Mee (1993–1995)
- Ron Mercer (1999–2000)
- Loren Meyer (1998–1999)
- Andre Miller (2003–2006)
- Terry Mills (1990–1991)
- Steve Mix (1971–1972)
- Andre Moore (1987–1988)
- Richie Moore (1967–1968)
- John Morrison (1967–1968)
- Timofey Mozgov (2011–2015)
- Eric Murdock (1996–1997)
- Tracy Murray (2000–2001)
- Willie Murrell (1967–1968)
- Dikembe Mutombo (1991–1996)

## N
- Eduardo Nájera (2005–2008)
- Calvin Natt (1984–1989)
- Craig Neal (1990–1991)
- Nenê (2002–2012)
- Johnny Newman (1997–1998)
- Carl Nicks (1980–1981)

## O
- Jawann Oldham (1980–1981)
- Doug Overton (1995–1996)

## P

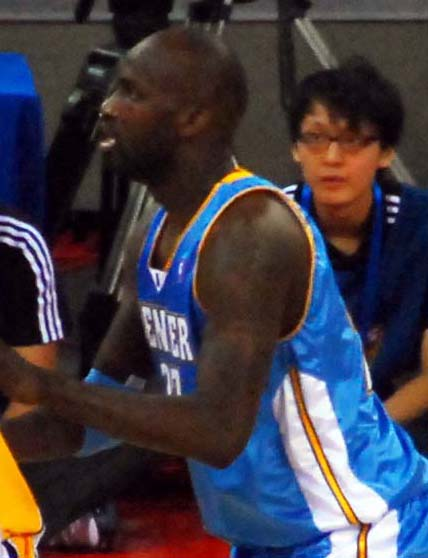
Johan Petro (2009–2010)

- Robert Pack (1992–1995; 2000–2001)
- Charley Parks (1968–1969)
- Ruben Patterson (2005–2006)
- Wesley Person (2004–2005)
- Johan Petro (2009–2010)
- Walt Piatkowski (1968–1970)
- Ricky Pierce (1996–1997)
- Gary Plummer (1992–1993)
- Mark Pope (2003–2005)
- James Posey (1999–2002)
- Jim Price (1976–1978)

## R
- Mark Randall (1993–1995)
- Blair Rasmussen (1985–1991)
- James Ray (1980–1983)
- Eldridge Recasner (1994–1995)
- Isaiah Rider (2001–2002)

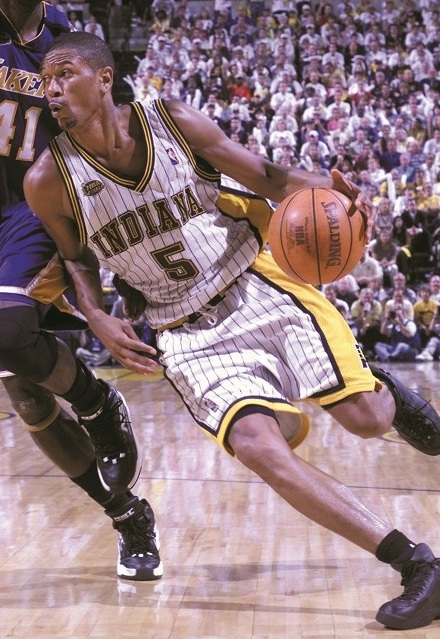
Jalen Rose (1994–1996)

- Anthony Roberts (1977–1980; 1983–1984)
- Marv Roberts (1971–1974)
- Dave Robisch (1971–1975; 1980–1984)
- John Roche (1979–1982)
- Rodney Rogers (1993–1995)
- Roy Rogers (1999–2000)
- Willie Rogers (1968–1969)
- Jalen Rose (1994–1996)
- Bryon Russell (2004–2006)

## S

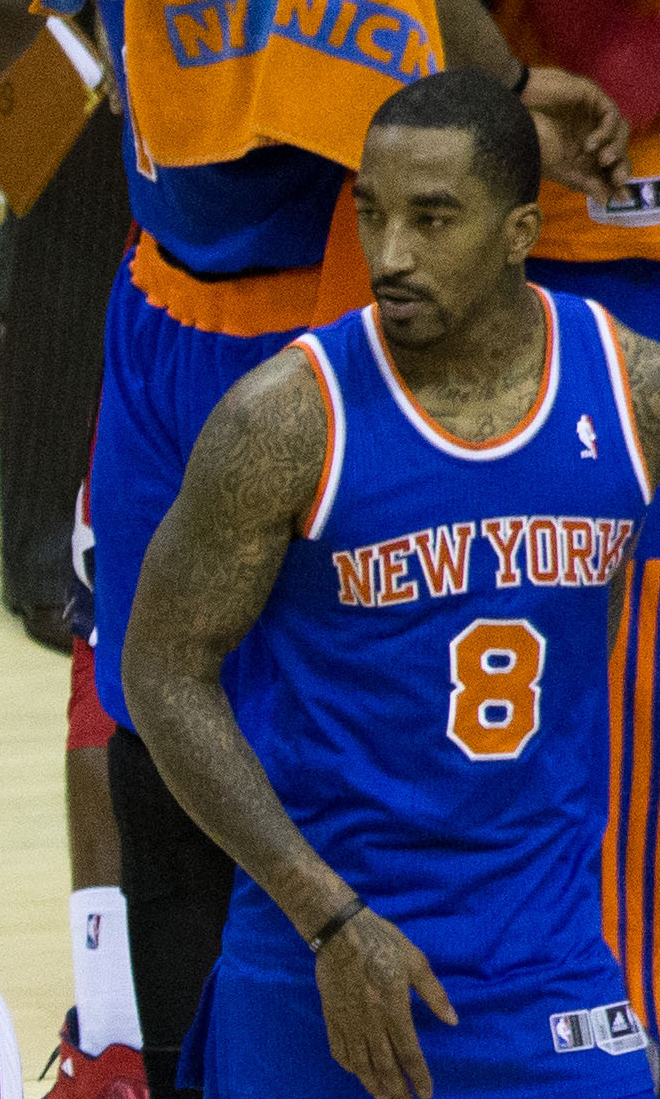
J. R. Smith (2006–2011)

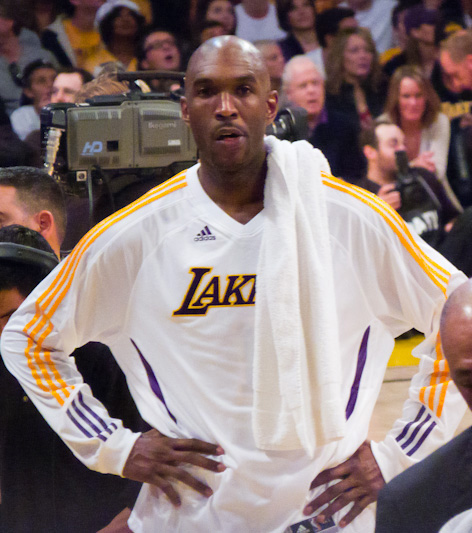
Joe Smith (2006–2007)

- Jamal Sampson (2006–2008)
- Kenny Satterfield (2001–2003)
- Predrag Savovic (2002–2003)
- Danny Schayes (1982–1990)
- Steve Scheffler (1991–1992)
- Charles Scott (1978–1980)
- Shawnelle Scott (2001–2002)
- Don Sidle (1970–1971)
- Paul Silas (1975–1976)
- Grant Simmons (1967–1969)
- Ralph Simpson (1970–1978)
- Reggie Slater (1994–1996)
- Al Smith (1971–1974)
- Charles Smith (2005–2006)
- Kenny Smith (1996–1997)
- J. R. Smith (2006–2011)
- Joe Smith (2006–2007)
- Otis Smith (1986–1988)
- Robert Smith (1977–1979)
- Elmore Spencer (1995–1996)
- Bryant Stith (1992–2000)
- Mark Strickland (2000–2001)

## T
- Levern Tart (1968–1969)
- Brian Taylor (1977–1978)
- Johnny Taylor (1998–2000)
- Roland Taylor Fatty (1974–1975; 1976–1977)
- Claude Terry (1972–1976)
- Floyd Theard (1969–1970)
- Willis Thomas Lefty (1967–1968)
- Brooks Thompson (1996–1997)
- David Thompson (1975–1982)
- LaSalle Thompson (1996–1997)
- Monte Towe (1975–1977)
- John Trapp Q. (1972–1973)
- Jeff Trepagnier (2002–2004)
- Nikoloz Tskitishvili (2002–2005)
- Elston Turner (1984–1986; 1988–1989)

## V

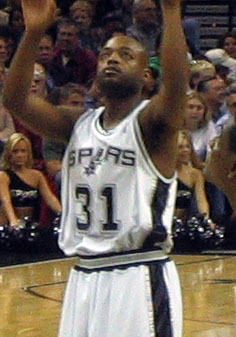
Nick Van Exel (1998–2002)

- Ron Valentine (1980–1981)
- Jan van Breda Kolff (1974–1975)
- Nick Van Exel (1998–2002)
- Kiki Vandeweghe (1980–1984)
- Bob Verga (1968–1969)
- Jay Vincent (1987–1989)

## W
- Von Wafer (2007–2008)
- Darrell Walker (1986–1987)

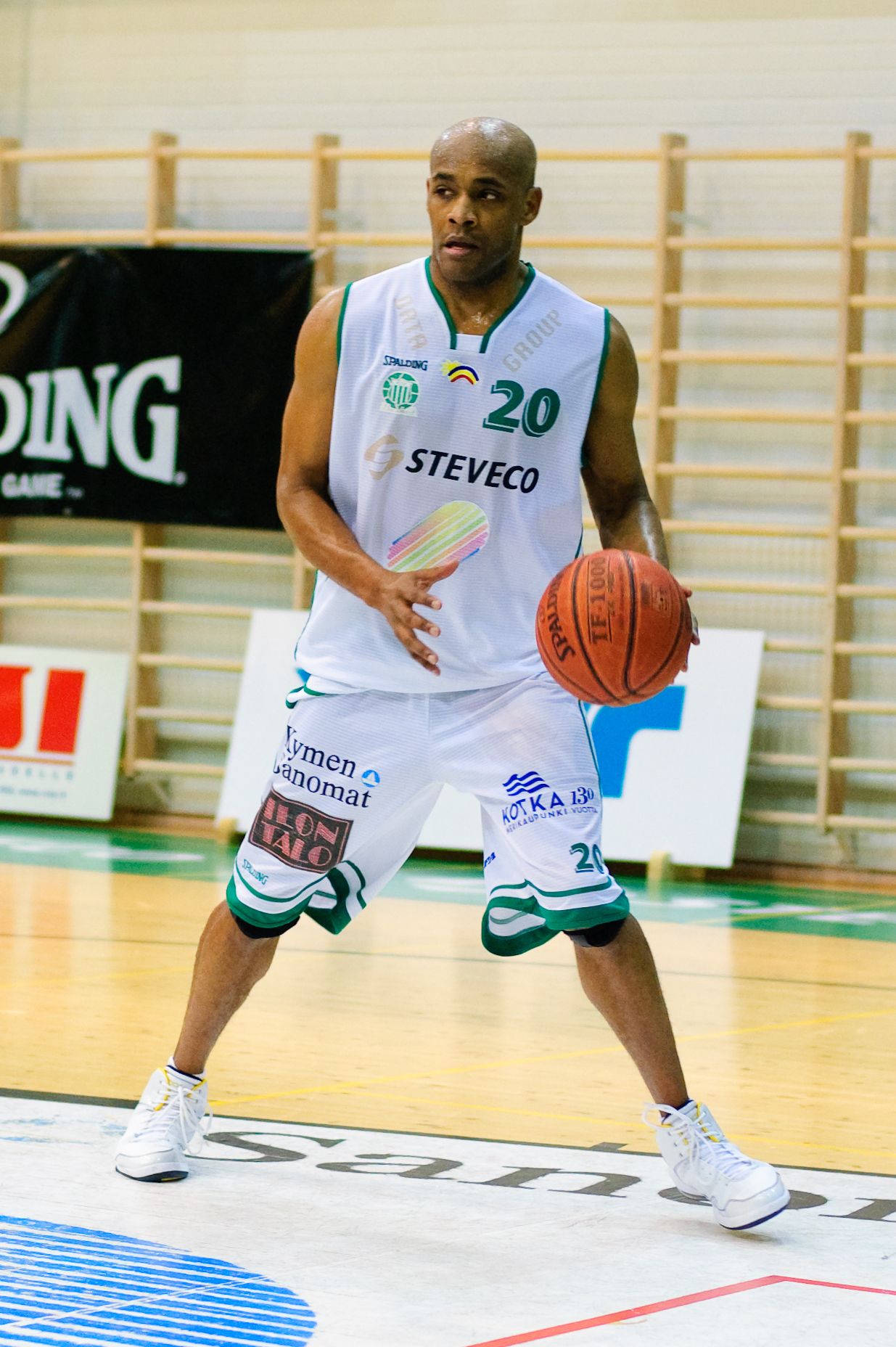
Eric Washington (1997–1999)

- Dwight Waller (1969–1970; 1971–1972)
- Ben Warley (1969–70)
- Don Washington (1974–1975)
- Eric Washington (1997–1999)
- Earl Watson (2005–2006)
- Marvin Webster (1975–1977)
- Sonny Weems (seit 2008)
- Robert Werdann (1992–1993)
- Tyson Wheeler (1998–1999)
- Rodney White (2002–2005)
- Willie White (1984–1986)
- Chris Whitney (2002–2003)
- Ken Wilburn (1968–1969)
- Bobby Wilkerson (1977–1980)
- Aaron Williams (1996–1997)
- Chuck Williams (1971–1972; 1975–1977)
- Eric Williams (1997–1999)
- Monty Williams (1998–1999)
- Pete Williams (1985–1987)
- Reggie Williams (1990–1996)
- Rob Williams (1982–1984)
- Scott Williams (2001–2002)
- Shammond Williams (2002–2003)
- Kevin Willis (2000–2001)
- Steve Wilson (1970–1972)
- Willie Wise (1976–1977)
- Greg Wittman (1969–1970)
- Joe Wolf (1990–1992; 1997–1998)
- Randy Woods (1995–1996)
- Orlando Woolridge (1990–1991)
- Tom Workman (1970–1971)
- Lonnie Wright (1967–1971)

## Y
- Vincent Yarbrough (2002–2003)

## Z
- Jiří Zídek Jr. (1996–1998)